# Lissonota quinqueangularis
Lissonota quinqueangularis är en stekelart som beskrevs av Julius Theodor Christian Ratzeburg 1852. Lissonota quinqueangularis ingår i släktet Lissonota och familjen brokparasitsteklar. Inga underarter finns listade i Catalogue of Life.